# MTV Unplugged in New York
MTV Unplugged in New York — концертный альбом американской рок-группы Nirvana, выпущенный 1 ноября 1994 года на лейбле DGC Records. Представляет собой запись выступления для музыкальной телепередачи MTV Unplugged. Концерт состоялся 18 ноября 1993 года и стал одной из последних телевизионных съёмок Nirvana. Помимо основного состава коллектива, в записи приняли участие бывший гитарист The Germs Пэт Смир и виолончелистка Лори Голдстон, а также братья Кирквуд из альтернативной рок-группы Meat Puppets. Продюсерами альбома выступили Скотт Литт и Алекс Колетти.
Шоу было снято режиссёром Бет Маккарти-Миллер и транслировалось по MTV 16 декабря 1993 года. Несмотря на негласную концепцию руководства проекта, Nirvana сделала упор на менее известный материал и кавер-версии, перепев песни The Vaselines, Дэвида Боуи, Ледбелли и Meat Puppets. В отличие от предыдущих концертов серии «Unplugged», которые были полностью акустическими, во время выступления группа использовала электрическое усиление и гитарные эффекты. Музыканты до последнего сомневались, стоит ли им участвовать в корпоративной передаче, а также не были уверены в своём музыкальном мастерстве. В итоге, по мнению редакции Rolling Stone, они выдали лучший концерт в карьере и одно из лучших выступлений всех времён. Впоследствии лидер R.E.M. Майкл Стайп отмечал, что Курт Кобейн планировал двигаться именно в таком музыкальном направлении — намереваясь записать тихий, акустический диск. Это мнение разделяли журналисты.
Запись была выпущена на аудио- и видеоносителях через семь месяцев после смерти Кобейна, из-за чего планы издать её в рамках сборника Verse Chorus Verse были отменены. Пластинка дебютировала на верхней строчке американского чарта Billboard 200 и позднее была сертифицирована RIAA как восьмикратно «платиновая». В 1996 году альбом стал лауреатом премии «Грэмми» в категории «Лучший альтернативный альбом», став единственной наградой такого рода, присуждённой группе. Впоследствии некоторые представители СМИ рассматривали концерт как «прижизненные» похороны Кобейна, обращая внимание на поминальный антураж помещения, дизайном которого руководил сам музыкант, а также на упоминания смерти в пяти из шести исполненных кавер-версий.

## Предыстория

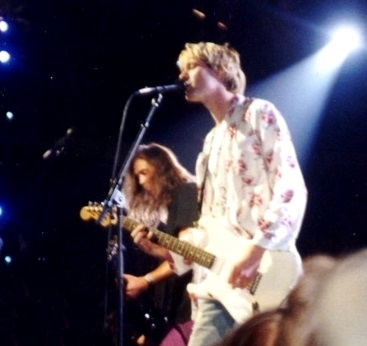
Ранее Курт Кобейн (справа) шёл на компромиссы с руководством MTV, не настаивая на полном соответствии его творческому видению. Например, он согласился исполнить «Lithium» вместо «Rape Me» на церемонии VMA, так как это было мероприятие MTV. Однако, предстоящий акустический концерт, по его мнению, «был выступлением „Нирваны“, искусством, а не рекламой», а указывать ему, что делать с собственным искусством, не мог никто

Формат «MTV Unplugged» предполагал выступление артистов в более камерной обстановке, нежели на типичных концертах, под аккомпанемент акустических инструментов. Представители шоу продолжительное время безуспешно вели переговоры с Nirvana, одной из самых культовых групп десятилетия, об участии в телепроекте. Несмотря на негатив, оставшийся у Курта Кобейна и Кортни Лав после того, как ведущий Курт Лодер пересказал в эфире телеканала статью из Vanity Fair, музыкант всё ещё считал важным поддерживать отношения с MTV. В декабре 1993 года он связался с Эми Финнерти, главой A&R-отдела телеканала, и попросил её пригласить Лодера на концерт в Сент-Поле, чтобы пообщаться тет-а-тет и попробовать частично сгладить скандал. По словам Финнерти, руководство MTV очень хотело заполучить «Нирвану», находившуюся в тот период в турне в поддержку альбома In Utero, вместе с Meat Puppets. «Все были очень взволнованы, когда группа наконец-то приняла наше предложение», — вспоминала она. Кобейн считал будущее шоу возможностью оставаться на MTV, не выпуская нового клипа, и одновременно поэкспериментировать с новым направлением в творчестве. Музыканты хотели сделать своё выступление неординарным, отличающимся от типичного эпизода «Unplugged». По словам барабанщика Дэйва Грола: «Мы видели другие концерты [серии Unplugged] и многие из них нам не понравились, потому что большинство групп относились к ним как к [типичному] рок-шоу — исполняли свои хиты, как будто выступали в Madison Square Garden, только с акустическими гитарами». В свою очередь, Nirvana ориентировалась на альтернативное звучание альбома The Winding Sheet Марка Ланегана (в записи которого поучаствовали Кобейн и Новоселич). Музыканты решили исполнить кавер-версию песни Дэвида Боуи «The Man Who Sold the World», а также пригласить на сцену участников группы Meat Puppets и вместе исполнить несколько их композиций.
По словам Марка Кейтса (Geffen Records), в турне Nirvana регулярно выступала с акустическими сетами, так как в то время Кобейн предпочитал более спокойную музыку. Также он хотел доказать себе, что может успешно отыграть подобное шоу с в творческом плане. Тем не менее, перспектива записи полностью акустического концерта вынуждала Кобейна нервничать. Менеджер «Unplugged» Джефф Мейсон высказывался более прямолинейно: «Он [Курт] был в ужасе». Накануне аналогичный концерт отыграла группа Stone Temple Pilots и съёмки заняли более четырёх часов, так как пришлось перезаписывать каждую песню. Публицист Джим Мерлис вспоминал, что в журналистских кругах сразу же начались кривотолки. Представители прессы сокрушались, что им вновь придётся потратить уйму времени: «Группа только что подписалась на этот [ужас]. Они понятия не имеют, с чем им предстоит иметь дело». Продюсер шоу Алекс Колетти целенаправленно вылетел в Массачусетс, где проходил один из концертов Nirvana, чтобы обсудить предстоящие съёмки с музыкантами. Продюсер взял с собой акустический бас фирмы Guild, позаимствованный у его такомского приятеля Дэвида Винсента, уже мелькавший на других шоу серии «Unplugged», так как такую гитару было сложно достать в свободной продаже. Зная, что у Новоселича нет подобного инструмента, он пронёс бас-гитару за кулисы и отдал тур-менеджеру группы, где, помимо них, находилось около 20 человек — музыканты и гастрольная команда, ужинающие после концерта. По словам Колетти, он презентовал инструмент Новоселичу, после чего тот сказал: «„Круто, ты только посмотри на это. Могу я украсить его наклейками?“. В голове тут же промелькнула мысль: „Нет, не можешь“. Но я вежливо ответил: „Извините, я буду одалживать его другим участникам шоу“». Продюсер отмечал, что у бас-гитариста явно были планы на этот инструмент и ему было неловко его разочаровывать. Колетти сел рядом с Кобейном, однако стеснялся завести разговор, поэтому фронтмен разговаривал с собеседником, сидевшим слева от него. Когда музыкант наконец-то повернулся к Колетти, продюсер представился и поделился своими идеями для предстоящего шоу.

## Подготовка
«Сейчас это стало гораздо более распространенным явлением, но в то время было крайне необычно иметь виолончелиста в группе наподобие „Нирваны“. Также мне, как струнному музыканту, было необычно работать без пюпитра, импровизировать за счёт смены аккордов и исполнять гудящие партии. Я выросла, практикуясь на гитаре, так что в некотором смысле свободно владела несколькими музыкальными языками. В нашем круге музыкантов было несколько людей, которые могли занять моё место, но нужен был довольно заковыристый набор навыков. […] Я думаю, что Курт очень чётко слышал/представлял себе функцию виолончели, так что, возможно, это была скорее проблема нахождения общего языка [с нужными музыкантами], нежели реализации самой идеи».
Алекс Колетти предложил Кобейну поучаствовать в подборе декораций для шоу, так как в отличие от других рок-музыкантов, работающих по принципу «приедем, отыграем шоу и отчаливаем», видел в нём художника-визуалиста. Кобейн проявил к этому живой интерес и подошёл к процессу с творческой стороны. Ознакомившись с эскизами, музыкант предложил украсить сцену лилиями сорта «Старгейзер», чёрными свечами и хрустальной люстрой. Просьба Кобейна подтолкнула продюсера к вопросу: «Ты имеешь в виду, чтобы было как на похоронах?», на что певец ответил: «Именно. Как на похоронах». Художник-постановщик шоу, Том Макфиллипс вспоминал, что эти цветы было нелегко найти в середине ноября и пришлось обратиться к флористам из Пеньсильвании, так что прихоть музыканта обошлась MTV недёшево: «Это была смесь настоящих и искусственных растений: настоящие лилии на переднем плане и искусственные — для фона — на заднем». В итоге, увядающие цветы пришлось периодически менять на новые, а из-за свечей — посыпать сцену песком, так как начальник пожарной охраны переживал за безопасность зрителей.
Для создания декораций серии «Unplugged» Макфиллипс следовал отработанной схеме, которая включала в себя драпировку тканью стен павильона и пола сцены. Создавая дизайн последней, Макфиллипс вдохновлялся изображением с задней стороны обложки In Utero — опустив детали, но добавив цветы и кости. Одной из насущных проблем стала экспрессивная манера исполнения Дэйва Грола. По словам Колетти, барабанщик играл так громко, что на его фоне акустика звучала бы слишком тихо — как «дерьмовые электрогитары». С ним соглашался будущий продюсер альбома Скотт Литт: «Я подумал, что адаптация песен из Nevermind в акустический формат может стать одной из потенциальных трудностей». За неделю до выступления Колетти купил Гролу три вида барабанных палочек — «Hot Rods», «Sizzle Sticks» и щётки, — обернув их в подарочную обёртку и преподнеся в качестве презента к «предстоящему» Рождеству. Перед выходом на сцену Грол спросил у Литта, какие из них ему лучше использовать, и тот посоветовал «Hot Rods», так как слышал их звучание на репетиции группы. В итоге Грол признал, что всё прошло великолепно. С ним соглашался Колетти, отмечая подобающую громкость ударной установки, благодаря которой шоу прошло так, как задумывалось, хоть изначально и боялся, что барабанщик вообще откажется от его подарка. По словам Криса Киртвуда из Meat Puppets, Грол осадил свой пыл, сыграв более деликатно, и тем самым доказал, что является выдающим музыкантом, а также подчеркнул универсальность группы. Его мнение разделяла режиссёр концерта Бет Маккарти-Миллер.

### Репетиции

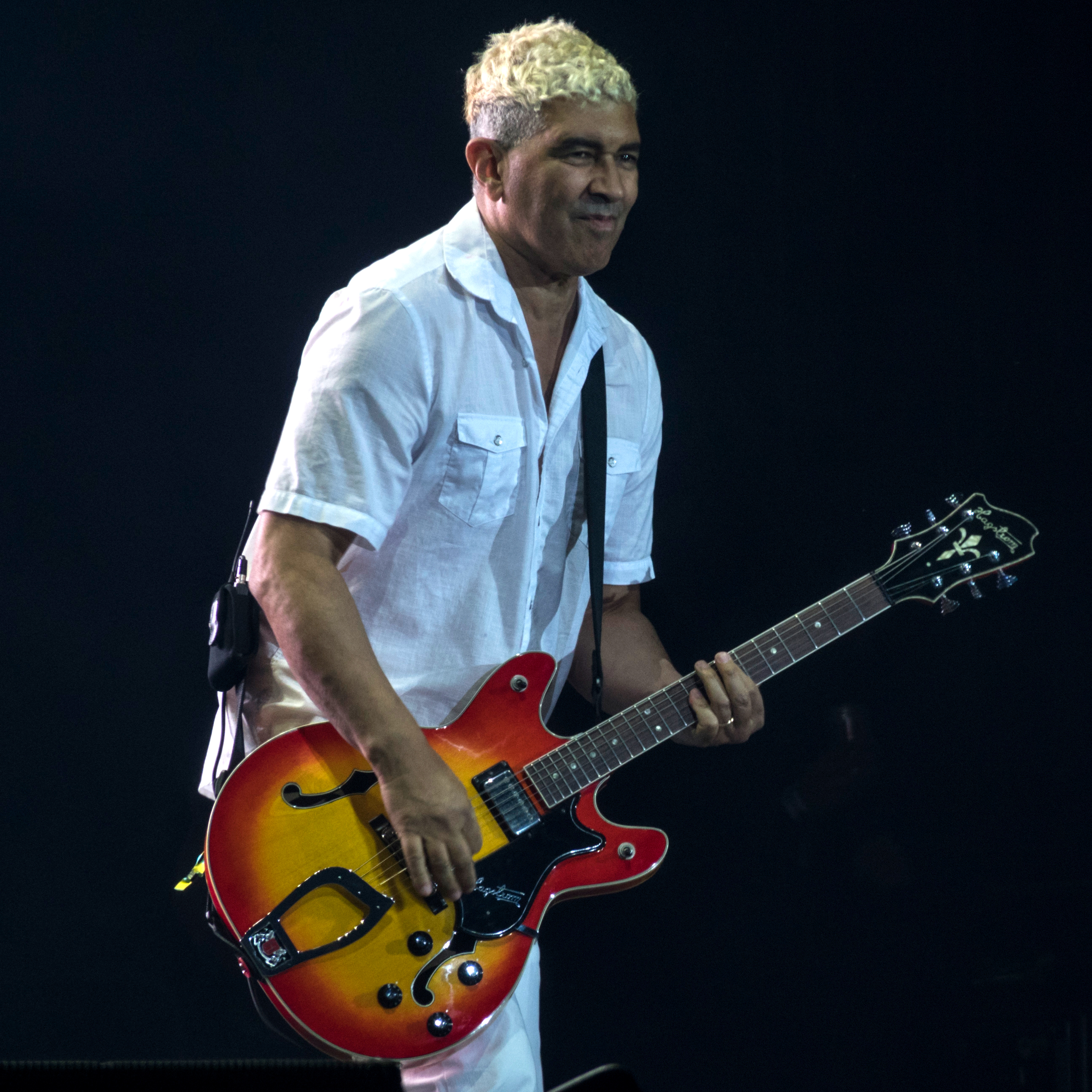
По словам Алекса Колетти, благодаря присутствию Пэта Смира музыканты почувствовали себя в своей тарелке

В то время Nirvana гастролировала с американской альтернативной группой Meat Puppets, которую пригласил лично Кобейн. Он же рассказал им о предстоящем концерте и предложил выступить вместе. По воспоминаниям Курта Кирквуда: «Я сказал — „Да, звучит здорово“. Вот с этого всё и и началось». Несмотря на скептическое отношение к этой идее боссов MTV, Кобейн стоял на своём, принимая в штыки любые встречные идеи медиакомпании. Колетти вспоминал, что телеканал был недоволен отсутствием хитов группы в сет-листе, а также выбором Meat Puppets в качестве приглашённой группы, о чём руководство MTV узнало всего за два дня до шоу: «Они [MTV] хотели услышать „правильные“ имена — Эдди Веддер, Тори Эймос или бог знает кто ещё. [...] Я же всегда учился доверять артистам, которые сами знают, что делают». После концертов в New York Coliseum (14 ноября) и Roseland Ballroom (15-го) Nirvana, их сессионные музыканты и братья Кирквуд потратили два дня на подготовку к шоу, обосновавшись в студии SST Studios (Уихокен, штат Нью-Джерси) на другой стороне реки Гудзон. Состав выступающих дополнили виолончелистка Лори Голдстон, уже гастролировавшая с «Нирваной» ранее, и гитарист Пэт Смир, разбавивший обстановку своим позитивным настроем. Грол вспоминал, что когда к ним присоединился Смир, всё изменилось: «Мы снова превратились из грёбаных мешков с дерьмом в детей. Его присутствие изменило всё вокруг. Он самый милый человек на Земле. Он очень сблизился с Куртом. Появились шутки, смех». Помещение для репетиций находилось на складе, расположенном над магазином игровых автоматов, и его владельцев попросили разместить один из них — «Скопитон», — на этаже «Нирваны», так что музыканты играли на нём во время отдыха. Кирквудов попросили воздержаться от приёма наркотиков в присутствии Кобейна, что особенно их раздражало, так как он периодически был «под кайфом», появляясь «словно призрак Джейкоба Марли».
Пока группа репетировала, гитарный техник Эрни Бэйли оборудовал неподалёку небольшую мастерскую, чтобы модифицировать гитары Курта Fender Mustang для турне в поддержку In Utero. «Пока я работал — вспоминал он, — группа обсуждала, какие песни подойдут, а какие нет. Первоначальный сет-лист был довольно длинным, но в итоге музыканты исключили „Serve the Servants“, „Heart-Shaped Box“, „Been a Son“, „Rape Me“, „Sliver“ и „Verse Chorus Verse“». Биограф Кобейна Чарльз Р. Кросс вспоминал, что группа остановилась на шести кавер-версиях, четырёх песнях из Nevermind, трёх из In Utero и одной из Bleach: «Не побоюсь сказать, что за всю историю этого шоу не было ни одного выпуска, настолько сосредоточенного на материале, который не сулил бы никакой выгоды. Они играли не для того, чтобы записать радио-хит. Не для того, чтобы протолкнуть какую-то песню». Колетти вспоминал, что у группы явно был какой-то план на предстоящее шоу. В свою очередь Скотт Литт подчёркивал, что не каждая хорошая песня будет звучать достойно в акустическом формате. Репетиции группы были настолько непринуждёнными, что у Бэйли начали возникать сомнения по поводу выступления. По словам техника, группа ни разу не прогоняла весь набор песен — от начала и до конца. Это подтверждал Курт Кирквуд, вспоминая, что волновался из-за недостатка репетиций. И хотя Новоселич шутил, что их с братом позвали выступить с ними специально, так как музыканты плохо разучили песни Meat Puppets, он несколько раз приглашал Кирквудов к себе в отель для дополнительной подготовки: «Я сидел на краю кровати накануне концерта и пытался понять, что, чёрт возьми, делает бас в песне Дэвида Боуи. Я знал, что мне нельзя трогать басовую линию Тони Висконти, поэтому вычислил основные элементы песни. […] Мне нужно было приглушить бас, чтобы всё сложилось воедино. Я сидел полчаса и переигрывал её, и у меня, наконец, всё получилось».
Дэйв Грол отмечал, что от исполнения «Smells Like Teen Spirit» отказались почти сразу, так как в акустическом формате песня звучала бы чересчур глупо. Музыканты решили, что лучшим вариантом будет выбор других песен. По словам тур-менеджера Nirvana Алекса Маклауда, в решении группы не исполнять большинство хитов была и практическая сторона: «Они сказали: „Мы бы с удовольствием это сделали, но многие из этих песен будут звучать скучно, если мы будем исполнять их подобным образом“. Они [песни] просто не работали в таком виде». Группа пришла к выводу, что есть другие песни, более подходящие для акустического формата.
Несмотря на акустическую концепцию шоу, Кобейн настоял на подключении своей гитары через усилитель и блок эффектов. Колетти вспоминал: «Эрни Бэйли сказал: „Послушайте, он действительно хочет, чтобы его усилитель находился на сцене“. И я воскликнул: „Чувак, это же Unplugged!“. А он такой: „Да, но как же его реверберация…“. Я сказал: „У нас есть все эти эффекты. Я предоставлю ему то, что он хочет“. Но осознавал, что теперь у нас одной проблемой больше». В итоге помощник Колетти соорудил для усилителя специальный короб, чтобы замаскировать его под «сценический монитор». Между тем, в качестве компромисса, конфигурация усилителя была изменена: лампы 7025 поменяли на 12AX7s, а фазоинвертор 12AT7 — на 12AU7. По словам продюсера, «всё это было психологической страховкой Курта. Он привык слышать эту гитару через свой усилитель Fender, поэтому хотел оставить эти эффекты. Их можно услышать их в песне „The Man Who Sold the World“, где звучит акустическая гитара, подключённая через усилитель». Руководители шоу чувствовали, что они «двигаются по тонкому льду», из-за чего Колетти даже хотел вырезать песню из финального монтажа. В то же время, инструмент Кобейна Martin D-18E более походил на электрогитару, нежели на акустику (в него даже были встроены звукосниматели как на электрическом инструменте). Гитара Martin D-18E, на которой играл фронтмен, была куплена музыкантом осенью 1993 года и была его основным акустическим инструментом. Эта модель появилась в результате первых экспериментов фирмы Martin с электроакустикой и по сути представляла собой гитару D-18 с двумя звукоснимателями, тремя регуляторами и встроенным переключателем. Впервые выпущенная в 1958 году, она была снята с производства уже в 1959-м; за это время были созданы лишь 302 экземпляра. Инструмент был своеобразным акустическим аналогом старых «потрёпанных» фендеровских «Мустангов» и «Ягуаров», которые так нравились Кобейну. По мнению Бэйли, Курт выбрал D-18E из-за её причудливого внешнего вида и надеялся, что она будет звучать так же хорошо, как выглядит. Выяснилось, что установленные на инструменте звукосниматели DeArmond были рассчитаны на использование никелевых струн, из-за чего с бронзовыми струнами его звучание было довольно разочаровывающим. Техник нашёл выход из положения, прикрепив ещё один звукосниматель — Bartolini model 3AV — к верхней части деки. Курт впервые заинтересовался звукоснимателями этой фирмы, когда увидел, что их использует Питер Бак из группы R.E.M. и ему очень понравился звук.
«Я подумала: Если ты хочешь, чтобы они исполнили “Smells Like Teen Spirit”, ты [Стиллерман] можешь пойти и сам попросить их об этом, потому что я не стану этого делать. Я не собираюсь становиться жертвенным агнцем. Ни за что».
В день съёмок группа отправилась из отеля на генеральную репетицию. Хотя музыканты были зарегистрированы под вымышленными именами, в холле их встречали полдюжины подростков просивших автографы. Крис Кирквуд вспоминал, что не получив желаемого и требуя большего внимания, дети быстро перешли с криков «Мы любим тебя» до «Пошёл ты»: «Кто-то предложил [Кобейну]: „Плюнь в них!“. [...] Вот под каким давлением они находились». Известность и успех ставили музыкантов в неудобное положение, поскольку за короткий промежуток времени они стали намного более известной группой, нежели их предшественники. Так, Кобейн хотел сходить на шоу своего друга комика Бобкэта Голдтуэйта, который в тот день выступал неподалёку, но музыканта попросту не выпустили из здания в целях безопасности. По словам Кросса, в тот период Кобейн был доведён до предела во всех аспектах его жизни. Музыкант будто разваливался на части — физически, морально, практически не спал.
Во время репетиций Кобейн не сошёлся с руководством MTV относительно того, какие песни должны были войти в выступление. По словам исполнительного продюсера шоу Джоэла Стиллермана, складывалось ощущение, что они упускают какую-то большую возможность из-за того, что в передаче не прозвучат более известные композиции группы. Он подчёркивал, что речь не шла о главном хите коллектива «Smells Like Teen Spirit», но всё же хотелось сделать упор на материал из альбома Nevermind; это подтверждал и Скотт Литт. За день до начала съёмок расстроенный этими обстоятельствами Кобейн отказался выступать. Предстоящее шоу было на грани срыва; группа жаловалась, что чувствует себя не в своей тарелке. Кобейн переживал, что звук совсем не подходит под формат «Unplugged» и инструменты звучат слишком «тяжело». Финерти вспоминала, что люди цеплялись за каждое его слово, думая: «Господи, он всё отменит и уедет».

## Выступление
«Я помню что Курт был недоволен табуреткой, поэтому он вошел в диспетчерскую, схватил офисный стул, выкатил его и сказал: „Я воспользуюсь этим“. Мы махнули рукой: „Хорошо. Это не самый красивый стул, но если он сделает тебя счастливым…“».
В день шоу, 18 ноября 1993 года, несмотря на угрозы, Кобейн всё-таки появился на съёмочной площадке. Новоселич и Грол приехали раньше — в 3 часа дня, за 6 часов до начала концерта. Кобейн заметно нервничал и страдал от ломки. По словам Мейсона: «Он не шутил, не улыбался, не веселился … Поэтому все очень переживали по поводу предстоящего шоу». Персонал беспокоило состояние Кобейна, который начал жаловаться на плохое самочувствие и тошноту. Финнерти вспоминала, что он лёг на диван и сказал, что не сможет выступать, если «мы не решим его проблему». Девушка, никогда не употреблявшая наркотики, оказалась в замешательстве. Решение подсказал кто-то из техперсонала, предположив, что музыканту может помочь седатив, который в итоге был куплен у подпольного фармацевта. Когда Финнерти передала препарат Маклауду, тот ответил, что он слишком сильный — «ему нужен 5-миллиграмовый». В итоге нужный наркотик был доставлен другим посыльным, с партией, которую заказал сам Кобейн. Потом Курт ушёл в туалет, какое-то время не подавав признаков жизни. Финнерти поняла, что он укололся и потерял сознание: «Было очень страшно. Персонал начал задавать вопросы: „Найдётся ли что-нибудь, чтобы его взбодрить? Ему не станет плохо?“. Не знаю, понимали ли они, насколько мы были близки к срыву шоу. Мы не знали, придёт ли он в себя». В итоге музыкант всё же вышел обратно и спустился в фойе здания к поклонникам.
Незадолго до начала съёмок фанатам группы по почте начали приходить уведомления о предстоящем концерте. Некоторые из них были зарегистрированы через «Фан-клуб Nirvana», абонентский ящик которого был напечатан на задней стороне журнала Spin. Роб Галлуццо получил одно из сообщений, которое гласило: «Nirvana играет Unplugged в Нью-Йорке. Они хотели бы, чтобы там присутствовали их фанаты. Сюрприз, вы один из тех, кого мы выбрали». Юноша приехал в Нью-Йорк со старшим братом, также на концерт прибыл ещё с десяток подростков (членов клуба), в сопровождении родителей, которые остались ждать своих отпрысков в вестибюле концертного зала. По словам Эми Финнерти, Кобейн хотел убедиться, что у него есть время пообщаться с фанатами, и попросил девушку вывести его на улицу и прогуляться с ним вдоль квартала. К тому моменту вокруг гигантского здания Sony Music Studios выстроилась толпа людей, простирающаяся дальше Madison Square Garden — до Irving Plaza. По словам фанатов, это было похоже на посещение шоколадной фабрики из детской книжки про Вилли Вонку, все были взволнованы. Возвращавшийся Кобейн сказал: «Я бы вас всех обнял, но у меня руки заняты».
Перед саундчеком Курт беспокоился, что может запаниковать во время шоу и испортить запись. Музыканты дважды попробовали сыграть «Pennyroyal Tea» и «About a Girl», прежде чем Кобейн махнул на эти попытки рукой. Также группа попыталась в последний раз отрепетировать «The Man Who Sold the World», но и тут случилась осечка. На протяжении всего саундчека настроение Кобейна варьировалось от сдержанной стервозности по поводу технических накладок до невозмутимого, юмористического взгляда на всё происходящее. И хотя он был известен панковской небрежностью, саундчек наглядно демонстрировал, что музыкант мог быть очень одержим качеством звучания и гитарного оборудования. Он резко остановил второй прогон «About a Girl», воскликнув: «Сколько ещё раз будет звучать эта чёртова обратная связь, когда я поворачиваю голову налево?». Группа перешла к «Polly», исполнив её безупречно, и сыграла половину «Dumb», прежде чем помехи на мониторе остановили процесс. «MTV-полтергейст» — пошутил гитарист. Перейдя к «Pennyroyal Tea» Пэт Смир упорно пытался исполнить вокальную гармонию, но попадал мимо нот. Группа вновь безуспешно попробовала сыграть всю песню целиком: Кобейн пересадил Грола за гитару Смира, чтобы тот мог сосредоточиться на своей гармонии. Однако это тоже не сработало. «Jesus Doesn’t Want Me for a Sunbeam» вышла гораздо лучше, но Курт все ещё выглядел встревоженным. Выход на сцену братьев Кирквудов разрядил атмосферу. Их три песни были отыграны хорошо, и саундчек завершился уверенным исполнением «All Apologies». Тем не менее, по словам Алекса Маклауда, атмосфера после саундчека была довольно напряжённой.
Курт попросил Эми Финнерти посадить в первый ряд зрительного зала знакомых ему людей. Девушка перетасовала публику согласно его пожеланиям — в первом ряду оказались Джанет Биллиг (менеджер группы) и некоторые другие помощники музыканта. Кобейн признался Финнерти, что ему страшно, и спросил её, будет ли публика аплодировать, если он будет плохо играть. Девушка успокоила Курта: «Конечно, мы будем вам аплодировать». После этого музыкант настоял, чтобы она села так, чтобы он мог её видеть, объяснив это тем, что ненавидит смотреть на незнакомцев. Помимо этого, он попросил продюсера шоу принести полироль для гитары: он никогда не использовал её прежде, но видел, как его тётя Мэри наносила подобное средство на гриф инструмента, когда он был ребёнком. За кулисами музыкант в очередной раз за эти дни пообщался с Бобкэтом Голдтуэйтом (который приходил на некоторые репетиции коллектива в Джерси) — по словам последнего, чтобы восстановить душевное равновесие. Перед самым началом концерта продюсер Джоэл Стиллерман зашёл в гримёрку, где находились Кобейн, Новоселич и Грол, а также их менеджер Джон Сильва, и начал буквально умолять музыкантов сыграть больше песен. По словам продюсера, они уважительно, но недвусмысленно отказались сделать это, так как тщательно подготовились к шоу и имели чёткое представление о том, что будут делать — и «оказались абсолютно правы».

Среди публики можно заметить подростков в футболках с надписью «Loser» — мерч лейбла Sub Pop. Помимо этого, в числе зрителей присутствовала топ-модель Кейт Мосс, а также группа Sonic Youth в полном составе

Ожидая за кулисами начала представления, Кобейн всё ещё выглядел встревоженным. Обстановку разрядил Курт Кирквуд, который вспомнил их дежурную шутку — завёл речь о том, как отковыривал старые жвачки со столов когда был маленьким. «Не помню, что подтолкнуло нас заговорить об этом» — вспоминал музыкант, «Мы с мамой ходили в ресторан. И когда я залезал под стол — это напоминало грёбаную сокровищницу гномов из „Белоснежки“. […] Я забирался туда, находил свой любимый цвет, соскребал жвачку и уплетал её. Мне всё сходило с рук. Не знаю, догадывалась ли мама, чем я там занимаюсь. Это была одна из моих любимых вещей в детстве. […] И Курт сказал: „Ты странный“. А я ответил: „Чья бы корова мычала“». Когда они собирались идти к сцене, Кирквуд вытащил изо рта жвачку и протянул Кобейну половину — чем вызвал у него первую за день улыбку. Однако, после того как включились камеры, выражение лица музыканта стало хмурым и больше походило на гробовщика. Журналистка Джиллиан Гаар вспоминала, что в студии царила гробовая тишина. В свою очередь, Бет Маккарти-Миллер подчёркивала, что вкупе с «похоронными» лилиями, обстановка выглядела жутковато. Тем не менее, несмотря на суровое выражение лица, Кобейн выглядел фотогенично, по-мальчишески — с немытыми волосами и купленным на барахолке кардиганом в духе ведущего передачи Mister Rogers’ Neighborhood Фреда Роджерса. По словам Крейга Маркса из Spin, он был похож на кинозвезду, играющую рок-звезду. В свою очередь Стеффан Чирази из Frightwig позднее вспоминала, что одетая на Курте футболка с логотипом её группы добавила ей известности.

### Концерт
Группа начала концерт с песни «About a Girl», исполненной в нарочито изменённой аранжировке, лишившей её объёма, чтобы подчеркнуть основную мелодию и текст. «Это из нашего первого альбома. У большинства из вас его нет», — поддел Кобейн публику перед тем как заиграть мелодию. Тем самым он задал тон остальной части концерта, которая была наполнена дружеской атмосферой и лёгкими подшучиваниями. Следующей была исполнена «Come as You Are», выпущенная в формате сингла в 1992 году в поддержку альбома Nevermind; она стала единственным хитом группы, сыгранным на этой концерте, так как к тому моменту композиция «All Apologies» из альбома In Utero ещё не была выпущена в виде сингла. Затем последовала «Jesus Doesn’t Want Me for a Sunbeam», в которой Новоселич сыграл на аккордеоне — первом инструменте, который он освоил в жизни. По словам музыканта, идея сыграть эту песню пришла к ним во время репетиций, когда они «валяли дурака». Перед «The Man Who Sold the World» Кобейн обратился в зрительный зал со словами: «Я гарантирую, что испорчу эту песню». Колетти вспоминал, что вся продюсерская группа заёрзала в креслах из-за отчётливо слышного усилителя: «В остальном всё было безупречно. Но фидбэк был слышен во всех микрофонах. И не было никакого способа это исправить. Он был повсюду. Но они не захотели делать ещё один дубль. Я спросил об этом Курта — он ответил: „Нет, мы отлично справились“».
За этим последовал перерыв, во время которого Кобейн пошутил, что если он всё же облажается, то людям придётся потерпеть и высидеть дополнительные попытки. После этого он подошёл к одной из зрительниц в первом ряду и предложил ей глоток своего напитка, сперва удостоверившись, что она не беременна. Когда пришло время исполнять «Pennyroyal Tea», Кобейн спросил у остальных участников группы, играет ли он её один или вместе с ними. Так как песню ни разу не исполняли на репетициях от начала и до конца, Грол ответил ему: «Играй сам». По словам Кросса, на середине песни могло показаться, что Курт запнулся — он делает короткий вдох и позволяет голосу сорваться на фразе «тёплое молоко и слабительное». Однако, позволив своему голосу сломаться и найдя силы двигаться вперёд эффект был поразительным, будто оперный певец борется с болезнью и завершает арию благодаря эмоциям, а не точности нот: «Это был уникальный величайший момент для Курта на сцене, и, как и все величайшие достижения его карьеры, он произошёл, когда Курт, казалось, был обречён на провал». Кросс отмечал, что с каждой следующей песней музыкант становился всё увереннее и даже улыбнулся, когда из зала попросили его сыграть песню «Rape Me», отшутившись цензурой MTV. Кто-то закричал «Free Bird», и группа подыграла зрительному залу — исполнив несколько нот из другой песни Lynyrd Skynyrd, «Sweet Home Alabama», чем привела публику в восторг.
«Несколько раз казалось, что вес ангельского крыла может заставить его согнуться, но песни помогли ему: эти слова и риффы были настолько частью его самого, что он мог петь их и полумёртвым, и они по-прежнему были бы сильны».
Крис и Курт Кирквуды из Meat Puppets (Кобейн представил их как «Brothers Meat») поднялись на сцену во второй части программы, отыграв с «Нирваной» три свои композиции. По словам Курта Кирквуда, Кобейн попросил его сыграть на гитаре Пэта Смира марки «Buck Owens American» фирмы Harmony; в свою очередь, он отдал свою Новоселичу. Колетти вспоминал, что выбор фронтмена пал на «Lake of Fire», потому что она исполнялась выше его вокального диапазона — песню не стали подстраивать под вокалиста, меняя тональность, ему самому хотелось «взять эти ноты». Курт Кирквуд считал, что их песни, которые выбрал Кобейн, были действительно классными и — по мнению лидера «Нирваны» — отлично звучали в акустическом варианте (с чем соглашалась его жена Кортни Лав). В свою очередь, в конце совместного сета его брат, сидевший рядом с Новоселичем, решил воспользоваться микрофоном (в который также исполнял бэк-вокал) и выразить группе признательность за приглашение: «Что тут скажешь? Какое-нибудь банальное — „Я хочу вас поблагодарить?“. Поэтому я воскликнул — „Чёртова Nirvana!“».

Концерт завершился исполнением народной песни «In the Pines», в аранжировке блюзового музыканта Ледбелли «Where Did You Sleep Last Night?», которого Кобейн назвал «своим любимым исполнителем». Прежде чем заиграть он рассказал историю, о том, как подумывал купить себе его гитару — завысив её стоимость до 500 000 долларов, в десять раз больше, чем та, которую он называл тремя месяцами ранее. Подача фронтмена, который уже участвовал в её записи для альбома своего друга Марка Ланегана The Winding Sheet, была «недосказанной, приглушённой, эфемерной». По воспоминаниям Кросса, Кобейн пел песню с закрытыми глазами, а когда его голос дрогнул, он превратился в первобытный крик, который, казалось, длился несколько дней. Впоследствии интерпретацию Кобейном этого трека расценивали как одно из величайших концертных исполнений всех времён, в частности её восторгались практически все присутствующие на том шоу: Маркс, Голдтуэйт, Маккарти-Миллер, Гаар, Финнерти, а также Литт, который заявил, что она буквально сразила его наповал. Помимо этого, критик одного из старейших литературных журналов Америки, The Atlantic, Эндрю Уоллес Чамингс, отметил: 
В заключительной строчке «I would shiver the whole night through», Кобейн делает скачок на октаву и настолько сильно напрягает голос, что он срывается. Он выкрикивает слово «shiver» так громко, что группа перестаёт играть — словно на свадьбе в телевизионном ситкоме завязалась драка. Потом он сипит «whole» и делает что-то очень странное, что трудно описать: открывает свои пронзительно голубые глаза так внезапно, что кажется, будто кто-то другой (или даже что-то другое) выглядывает из-под осветлённой длинной чёлки со странной ясностью. А потом он заканчивает песню.

### После шоу
В отличие от многих других исполнителей, которые участвовали в «Unplugged» до этого, Nirvana записала весь концерт за один дубль. За всю историю передачи лишь группе Live, а также трио Crosby, Stills and Nash удавалось подобное. К примеру, отыгравшему своё акустическое шоу за день до этого коллективу Stone Temple Pilots потребовалось больше четырёх часов на запись: каждая из песен была сыграна минимум дважды. За кулисами вся группа была в восторге от выступления, а Джанет Биллиг даже прослезилась: «Я сказала ему [Курту], что это была его бар-мицва, решающий момент в карьере, момент, когда он стал хозяином своей карьеры». Музыканту понравилась эта метафора, однако он отругал менеджера, после того как она похвалила его игру на гитаре, заявив, что он «дерьмовый гитарист». После концерта Кобейн подискутировал с продюсерами шоу, которые хотели, чтобы Nirvana вышла «на бис» и спела «Verse Chorus Verse», а также би-сайд Дэйва Грола «Marigold». Музыкант отказался, так как считал, что группа всё равно не сможет превзойти исполнение финальной песни. Кобейн начал общаться с фанатами; один из них, Дэвид Галеа вспоминал, что говорил с ним около 10 минут — рассказав музыканту о том, как благодаря его культурному влиянию увлёкся Уильямом Берроузом, после чего, увидев у него в руке сигарету, попросил закурить (хотя не являлся курильщиком). Курт угостил его своей любимой маркой, Benson & Hedges, после чего Галеа сказал своему товарищу, который попросил подписать фронтмена диск In Utero, что будет хранить её, как память. Затем Кобейн отправился в аппаратную и попросил Маккарти-Миллер оставить кадр с улыбкой: «Он посмотрел на меня и сказал: „Менеджеры посоветовали мне больше улыбаться. Так вот, я улыбаюсь в конце одной из песен. Не могла бы ты оставить этот кадр?“. Я отшутилась: „Конечно, давай покажем более светлую сторону Курта Кобейна“. Думала, он шутит. А он такой: „Именно, ты сможешь это устроить?“. Я: „Хорошо, конечно, сделаем“ — и по итогу он заканчивает „About a Girl“ с этой безумной улыбкой на лице». Было похоже как будто ребёнка заставили улыбаться для семейного фото — вспоминала она об этой гримасе.
Публицист Джим Мерлис видел, как Кобейн разговаривает со своей матерью по стационарному телефону: «Мама, мы сделали это. Мы проделали отличную работу. […] Я очень счастлив! Было невероятно тяжело…». Музыкант был похож на ребёнка, который только что получил пятёрку на экзамене, вспоминал он. После шоу группа вернулась в отель, и так как жена Кобейна, Кортни Лав, находилась в другом городе (по мнению Колетти он намеренно не позвал её из-за волнения), он решил подняться в номер, чтобы позвонить и ей тоже. Организаторы передачи устроили вечеринку в баре, однако музыкант всё ещё сомневался в успехе и сетовал, что шоу никому не понравилось. Когда Финнерти уверила его, что всё прошло блестяще, он лишь возразил — обычно публика беснуется, а тут все сидели молча. Девушка заявила: «Курт, да они думают, что ты Иисус Христос. Большинство из этих людей никогда не имели возможности лицезреть тебя так близко. Они были полностью увлечены тобой». Музыкант смягчился и, войдя в лифт, толкнул Финнерти локтем в бок и похвастался: «Я был чертовски хорош сегодня, не правда ли?». Это был единственный случай, когда она услышала от него признание в собственном мастерстве.
На следующий день после концерта Кобейн позвонил менеджеру «Нирваны» Дэнни Голдбергу, который не смог присутствовать на шоу лично, так как его жена находилась на восьмом месяце беременности. Из-за этого ему приходилось часто возвращаться в Лос-Анджелес, хотя работал он в Нью-Йорке. К тому моменту музыкант уже осознал, что шоу удалось, и пребывал в отличном расположении духа: «Не могу дождаться, когда ты увидишь концерт. Думаю, он на самом деле изменит взгляд многих людей на нашу группу». По мнению Голдберга, это было типично для Курта — считать, что ему всё ещё нужно кому-то что-то доказать. Менеджер считал, что выступление «Нирваны» сработало сразу на нескольких уровнях: оно продемонстрировало качество авторских работ Кобейна (он написал восемь из четырнадцати песен) и вокала. Своей любимой вещью с этого концерта он называл «Pennyroyal Tea». После того, как Нил Янг впервые посмотрел концерт, он охарактеризовал последнюю ноту Кобейна как «неземную, словно у волка-оборотня, невероятную». В свою очередь, Джанет Биллиг поражалась, откуда Курт знал, что композиции Meat Puppets прозвучат как шедевры.
В качестве дополнительной компенсации за то, что его группа не сняла очередной клип для телеканала, а также чтобы напомнить фанатам об агрессивной стороне своего ансамбля, Кобейн согласился отыграть ещё одно живое выступление для MTV. Концертная программа, представлявшая собой набор песен из турне в поддержку In Utero, была отыграна в Сиэтле. Несмотря на то, что альбом MTV Unplugged in New York вышел только через семь месяцев после смерти Кобейна, музыкант сразу понял, что именно такой должна быть концепция следующего диска «Нирваны». Первоначально группа отказывалась выпускать материал с шоу: так, в интервью сразу после концерта Новоселич объяснил это тем, что подобное уже проделали музыканты из Pearl Jam (их основные конкуренты в тот период). Однако, вскоре Кобейн задумался о перезаписи всей концертной программы в студии, — не из-за творческих проблем, а для того, чтобы сэкономить деньги. Узнав, что MTV получает отчисления за альбомы серии «Unplugged», он выдвинул Литту предложение перезаписать лонгплей по новой, от начала и до конца, так как «когда мы знаем, что всё работает, это будет просто». Эта идея так и не была реализована.

## Выпуск и отзывы
| Оценки критиков               | Оценки критиков |
| Источник                      | Оценка          |
| ----------------------------- | --------------- |
| AllMusic                      | [ 41 ]          |
| Blender                       | [ 42 ]          |
| Chicago Sun-Times             | [ 43 ]          |
| Christgau's Consumer Guide    | A               |
| Entertainment Weekly          | A               |
| NME                           | 9/10            |
| Pitchfork                     | 9.5/10          |
| Q                             | [ 48 ]          |
| Rolling Stone                 | [ 49 ]          |
| The Rolling Stone Album Guide | [ 50 ]          |

После того, как Кобейн был найден мёртвым в апреле 1994 года, телеканал MTV неоднократно транслировал эпизод «Nirvana MTV Unplugged» в своём эфире. Чтобы удовлетворить спрос на новый материал группы и противостоять пиратскому распространению записи, руководство лейбла DGC Records объявило в августе 1994 года, что выпустит двойной альбом, Verse Chorus Verse, который должен был включать живые выступления коллектива в период с 1989 по 1994 годы, а также все песни, исполненные во время концерта «MTV Unplugged». Однако задача компоновки альбома оказалась слишком сложной для оставшихся участников группы в эмоциональном плане, поэтому проект был отменён через неделю после анонса. Вместо этого Новоселич и Грол решили выпустить концерт в качестве отдельного альбома. Скотт Литт, продюсер выступления, был вынужден вернуться в студию, чтобы подготовить запись к будущему релизу. 24 октября в поддержку альбома был выпущен сингл «About a Girl», а также песня «Lake of Fire» — в качестве промосингла. Клип на неё, наряду с видео на «All Apologies», попал в регулярную ротацию телеканала MTV.
Альбом был выпущен 1 ноября 1994 года. На следующей неделе он дебютировал на первом месте чарта Billboard 200. За первые семь дней продаж было реализовано 310,500 копий пластинки, что стало самым высоким показателем за всю карьеру коллектива. Альбом был тепло встречен музыкальными критиками. Так, рецензент журнала Q отмечал, что в качестве акустического ансамбля группа звучала «очень трогательно, сохраняя неряшливое великолепие», в то время как обозреватель издания Rolling Stone назвал запись «волнующей и местами просто блестящей» с «изобилием великолепных находок на всём её протяжении», особо выделяя «химию» между музыкантами во время исполнения «All Apologies» и сольный номер Кобейна — «Pennyroyal Tea». По мнению Бена Томпсона из Mojo, в отличие от большинства концертов серии «Unplugged», «скудная, типовая» концепция формата и отсутствие привычной манеры исполнения пошли на пользу записи Nirvana из-за того, насколько напряжённой она казалась в свете смерти Кобейна. В свою очередь, Дэвид Браун из Entertainment Weekly признавался в наличии эмоционального дискомфорта во время прослушивания альбома: «Помимо того, что „Unplugged“ вызывает чувство [скорой] утраты самого Кобейна, он также дарует ощущение потери в музыкальном плане: деликатность и интимность новых акустических аранжировок наводит на мысли, как Nirvana (или, по крайней мере, Кобейн, который, как говорили, был разочарован музыкальными ограничениями формата) могла бы сыграть вместо этого».

Анализируя в своей статье популярность формата «Unplugged» в 1990-х, публицистка журнала Classic Rock Шан Левеллин назвала шоу Nirvana «одним из лучших» во всей ТВ-серии: 
Концерт „Нирваны“ вошёл в анналы рок-фольклора, причём совершенно заслуженно. [...] Музыканты блестяще исполнили не только свои самые известные песни [...], но и довольно необычные каверы, которые пришлись  совершенно к месту [...] — они придали альбому ощущение аутентичности и непретенциозности. Это действительно был альбом Курта — с разрушительным саундом музыканта, сражающимся со своим ремеслом даже после всего того успеха, который обрушился на него и его группу. Выпущенный после его смерти под скромным названием „Unplugged in New York“, этот альбом стал таким же характерным примером творчества Nirvana, как и три их студийных релиза.
В конце 1994 года альбом MTV Unplugged in New York занял 4-е место в опросе «Pazz & Jop», ежегодном рейтинге ведущих американских музыкальных критиков, публикуемым газетой The Village Voice. Руководитель опроса, публицист Роберт Кристгау, также поставил альбом на 4-е место своего личного рейтинга, назвав его демонстрацией душевной стороны Курта Кобейна, его «искренности» как вокалиста и отличия от других чувственных музыкантов альтернативного рока, таких как Эдди Веддер и Лу Барлоу: «Его вокальное исполнение отсылает нас к творчеству Джона Леннона периода альбома John Lennon/Plastic Ono Band. А ведь он сделал это [всего] за один дубль».
К марту 1995 года продажи альбома составили 6,8 миллиона копий. В ретроспективном обзоре AllMusic Стивен Томас Эрлевайн отмечал, что MTV Unplugged in New York был бесстрашно исповедальным, в отличие от большинства других записей серии «Unplugged», поскольку запечатлел Кобейна и его группу «на грани открытия нового звучания и стиля». Между тем, Джейсон Мендельсон из PopMatters считал, что несмотря на то, что интимное фолк-роковое содержание альбома выглядело совершенно чужеродным для группы, которая совершила революцию в рок-музыке на своих собственных условиях, и такого интровертного музыканта, как Кобейн, в частности, «как бы цинично это не звучало — релиз пластинки был совершенно необходим для лейбла группы [с коммерческой точки зрения]». В эссе к альманаху The Rolling Stone Album Guide (2004), журналист Чарльз М. Янг назвал лонгплей «вторым шедевром» «Нирваны», наряду с Nevermind, и утверждал, что Кобейн мог бы «революционизировать народную музыку так же, как он сделал это с роком [в начале 1990-х]» из-за его поразительного голоса, исключительного вкуса в подборе каверов и качества его собственных песен, которые оказались великолепными как с «шумной группой, зажигающей позади него» так и «под акустическую гитару». В свою очередь, Мейв Макдермотт из USA Today назвал MTV Unplugged in New York «альбомом трансцендентного фолк-рока, который мельком продемонстрировал то, что могло бы стать следующей эрой группы после [периода] гранжа, если бы Курт Кобейн прожил достаточно долго, чтобы разобраться в своих дальнейших музыкальных пристрастиях».
По мнению Эда Пауэра из газеты Independent, по-настоящему важные концертные альбомы отражают ту сторону артиста, которая обычно не проявляется в его студийных работах. Unplugged in New York добивается этого и даже большего. Акустическая обстановка помогла высвободиться мягкой стороне, которая скрывалась за лобовой атакой музыки Nirvana. Кроме того, Кобейн позиционировал себя не как разъярённый хедбенгер, а как одинокий блюзмен.

## Наследие
«Ведущий блюзовый стандарт Ледбелли, который закрывает процессию, выдержал проверку временем, как священный и волнующий экзорцизм — и одновременно проникновенное напоминание о невосполнимой потере для всего музыкального мира в лице Курта Кобейна, своим надломленным, резким голосом заставившим вспыхнуть музыкальное наследие Америки с новой силой».
Неожиданно для всех формат «Unplugged» оказался «выстрелившим» феноменом. Шоу, впервые транслировавшееся в ноябре 1989 года, было вдохновлено акустическим номером, который группа Bon Jovi сыграла в честь окончания своего мирового турне 1988 года. Джим Бёрнс и Роберт Смолл, продюсеры телепередачи, хотели перенести на MTV ту грубоватую, приземлённую энергию, которую привнесли Джон Бон Джови и Ричи Самбора этому выступлению когда «поправили свои причёски и достали акустические гитары». Начинался проект скромно — в первом шоу участвовали Крис Диффорд и Гленн Тилбрук из Squeeze и гитарист группы The Cars Эллиот Истон. Однако вскоре формат прижился. В каждом сезоне требовалось появление не менее двух звёзд. Пол Маккартни одним из первых разглядел потенциал в новой MTV-шной передаче. В 1991 году, возвращаясь с записи отыгранного им «Unplugged», он попросил своего продюсера проиграть плёнку и тут же решил выпустить её в качестве альбома. В итоге Unplugged (The Official Bootleg) достиг 7-го места на родине музыканта и стал его самым большим хитом в Америке более чем за десятилетие.
По мнению обозревателя Independent, даже в 1990-е шоу «MTV Unplugged» воспринималось как нечто корпоративное и безвкусное. На каждое «сногсшибательное выступление», вроде концертов Нила Янга или группы 10,000 Maniacs, находился артист, который использовал акустическое шоу, чтобы свести свою дискографию к слащавости и приторности. Nirvana была «последней группой на планете», которая могла бы прижиться в этом формате. «Мы видели другие шоу „Unplugged“, и многие из них нам не понравились» — вспоминал Дэйв Грол. Не секрет, что в частной жизни Кобейн был намного амбициознее, чем предполагал его нонконформистский публичный образ. К моменту, когда практически все ключевые артисты того времени отыграли на MTV акустические номера, включая LL Cool J, Рода Стюарта, Aerosmith, а также Эрика Клэптона, чьё выступление собрало вереницу «Грэмми» (в частности, интерпретация хита «Layla» обошла «Smells Like Teeen Spirit» в 1991 году — впоследствии это решение называли одним из самых больших провалов в истории музыкальной премии), «Нирвана», будучи лицом антикорпоративного рока, решила выступить на собственных условиях. «Курт хотел чего-то, что выходило бы за рамки от обычного, скучного ТВ-шоу», — вспоминал тур-менеджер Алекс Маклауд, «Он не хотел, чтобы это выглядело как типичная акустическая постановка. Курт и раньше видел многие шоу этой серии и чувствовал, что всё это было не то». По мнению музыканта многие выступавшие в этом формате исполнители играли свои песни точно так же, как если бы они давали полноценное шоу, просто используя полуакустические инструменты. Он же хотел изменить аранжировки и показать иную сторону группы. В итоге своим выступлением Кобейн сломал череду шаблонов, задав несколько будущих стандартов «Unplugged». В качестве гостей была приглашена малоизвестная команда из Финикса — Meat Puppets, в творчество которых музыканты «Нирваны» влюбились во время работы над Bleach, а не рок-звёзды. «Боссы MTV думали, что на автобусе из Сиэтла приедут Alice in Chains, Pearl Jam и Soundgarden» — со смехом вспоминала Бет Маккарти-Миллер. А вместо хитов были выбраны кавер-версии на ни о чём не говорящую для американцев шотландскую группу The Vaselines и на Дэвида Боуи, который в то время считался немодным — чем-то вроде «сумасбродного дядюшки» Фила Коллинза (одного из артистов, вызывающего наибольшее раздражение у публики), однако Курт настоял на его кандидатуре, сославшись на роль музыканта в «семейном» фильме «Лабиринт». Многие группы, приглашённые на MTV впоследствии, пошли тем же путём и играли не свой обычный сет, а разбавляли его малоизвестными вещами.
Кобейн никогда публично не объяснял, почему он согласился участвовать в «Unplugged». Одной из причин могло быть лояльное отношение к Эми Финнерти. В 20 лет, будучи начинающим сотрудником MTV, она отстаивала Nirvana, когда они были никому неизвестной инди-группой, подтолкнув руководство телеканала, скептически настроенного по отношению к такого рода музыке, поставить в эфир видео «Smells Like Teen Spirit». Перед шоу Кобейн даже лично поблагодарил президента MTV Джуди Маграт за повышение Финнерти в должности. Возможно, свою роль сыграло эго музыканта — желание поучаствовать в том, что представляло собой само определение «корпоративного рок-балагана». Также было известно, что Курт недоволен тем, что его считают фронтменом-горлопаном, а не поэтом-песенником. Ощущение, что печатная пресса относилась к нему пренебрежительно, усилилось, когда во время гастролей в поддержку Nevermind он прочитал в одном из журналов статью, где восхваляли его конкурента по гранж-сцене Эдди Веддера из Pearl Jam называя выдающимся автором песен и аранжировщиком.
По данным Acclaimed Music — сайта, собирающего статистику упоминаний музыкального материала среди критиков, — MTV Unplugged in New York занимает 309-е место среди самых знаменитых альбомов всех времён. Ряд изданий называло лонгплей «Нирваны» величайшим концертным альбомом всех времён; в их числе британский журнал NME, который разместил MTV Unplugged in New York на верхней строчке своего рейтинга «50 величайших концертных альбомов в истории», а также на 246-е — хит-парада 500 величайших альбомов всех времён. В 2014 году альбом отметился на 30-й строчке списка журнала Guitar World «Superunknown: 50 Iconic Albums That Defined 1994», это же издание отметило диск в неупорядоченном списке — «10 живых альбомов, которые обязан послушать каждый уважающий себя рок-фан». В том же году американский вебзин Paste присудил пластинке 6-е место своего рейтинга «27 величайших концертных альбомов всех времён». Помимо этого, в 2020 году лонгплей отметился на 279-й строчке списка журнала Rolling Stone «500 величайших альбомов всех времен», кроме того, редакция этого издания назвала его «одним из лучших концертных альбомов всех времён» и «одним из лучших альбомов 1990-х годов», присудив ему 95-е место. В том же году онлайн-портал Far Out Magazine поставил запись на 4-ю строчку хит-парада «20 величайших концертных пластинок всех времён». В 2020 году интернет-издание The Independent присудило диску 8-е место в аналогичном списке. В 2021 году британская газета The Times поместила пластинку в список «9 величайших альбомов с того света», в котором фигурировали записи, выпущенные уже после смерти их знаменитых авторов. В том же году редакция журнала Classic Rock присудила лонгплею 30-е место своего рейтинга «50 величайших концертных альбомов всех времён», также поставив его на 33-ю строчку списка «50 лучших рок-альбомов 1990-х». Помимо этого диск отметился в неупорядоченном списке газеты The Guardian, посвящённом 10-ти лучшим живым альбомам в истории музыки, а также в аналогичных рейтингах — 11-ти лучших живых пластинок — журнала Kerrang! и — «100 лучших концертных альбомов» — портала Ultimate Classic Rock. В 2020 году журнал Maxim включил альбом в список «12 лучших концертных альбомов всех времен», отметив: «Курт Кобейн с акустической гитарой потом не сходил с экранов вплоть до самой смерти, а после смерти стал не сходить ещё больше». Это же издание присудило концерту 1-е место рейтинга «7 лучших шоу MTV Unplugged». Также лонгплей фигурирует в известном альманахе «Тысяча и один музыкальный альбом, который стоит прослушать, прежде чем умереть». В 1996 году альбом MTV Unplugged in New York стал лауреатом премии «Грэмми» в номинации «Лучший альтернативный альбом», тем самым став первой и единственной наградой такого рода для группы Nirvana за всё время её существования. В отдельный список попала песня «The Man Who Sold the World» отметившись в неупорядоченном рейтинге портала Loudwire «10 рок + металл-каверов, которые оказались известнее оригинала».
MTV Unplugged in New York регулярно появляется в хит-парадах, посвящённых лучшим выпускам одноимённой телевизионной серии. Так, журнал Rolling Stones присудил выступлению группы 1-е место рейтинга «MTV Unplugged: 15 лучших эпизодов». Аналогичное место концерт занял в списке журнала Spin «MTV Unplugged 30 лет спустя: 30 лучших выступлений», посвящённому 30-летию серии. Выступление «Нирваны» было признано лучшим также британским изданием NME, в рейтинге под названием — «MTV Unplugged: 20 лучших выпусков». Мнение коллег разделила редакция американского онлайн-журнала Loudwire, также поставив его на высшее место хит-парада «10 лучших эпизодов телепередачи». Помимо этого, музыкальный портал Ultimate Classic Rock поставил концерт «Нирваны» на 5-е место рейтинга «12 лучших эпизодов „MTV Unplugged“». Также, шоу «Нирваны» было включено в список лучших эпизодов серии по мнению Far Out Magazine.
«Подобно Дэвиду Боуи, отказавшемуся от персонажа Зигги Стардаста, или Леннону, спевшему „Мечте конец“ после ухода из The Beatles, или Дилану на различных развилках своей карьеры, Курт в тот момент занимался деконструкцией персонажа, сделавшего его знаменитым, чтобы поддержать жизнь в своём внутреннем артисте».
В 2020 году гитару Курта Кобейна, Martin D-18E, на которой он отыграл весь концерт, продали за рекордную сумму в 6 миллионов долларов, при изначальной цене в шесть раз меньше. Тем самым был побит рекорд акустической гитары Martin D-35 Дэвида Гилмора, которую продали чуть более чем за 1 миллион долларов в июне 2019 года. Владельцем инструмента, которых было выпущено всего 300 штук, стал Питер Фридман — основатель компании RØDE Microphones. Новый обладатель гитары собирался представить её в качестве основного предмета экспозиции в ходе выставочного тура по ведущим частным галереям мира. После смерти музыканта его вязаный кардиган (из акрила, мохера и лайкры) передали няне его дочери — Джеки Фарри. Она неохотно продала его на аукционе в 2014 году, чтобы оплатить медицинские расходы после диагностированного рака. Кардиган был совершенно ничем не примечателен, если не считать коричневого пятна на левом кармане, которое, по словам его нынешнего владельца, пахнет «шоколадом или рвотой». Тем не менее, согласно сообщениям, цена лота составила около 200 000 фунтов стерлингов.

### Переиздание
Официальная телевизионная версия концерта была показана 14 декабря 1993 года в виде 46-минутного выступления. Все перерывы между песнями, джемы, отстройки инструментов, шутки и разговоры со зрителями были вырезаны. Также в эфире не были показаны песни «Oh, Me» и «Something in the Way». В 2007 году концерт был официально издан на DVD-диске, включавшем полную версию выступления с репетициями и специальное 14-минутное интервью, подготовленное телеканалом MTV — в нём поучаствовали люди, присутствующие на шоу, и продюсерская команда. Издание также содержит запись разговора с группой в день выступления. Звук DVD-версии был сведён по системе 5.1 DTS.
1 ноября 2019 года, по случаю 25-летнего юбилея записи, было выпущено обновлённое издание альбома на виниле. В отличие от оригинальной версии оно включало записи репетиций перед концертом, которые, по мнению обозревателя портала Under the Radar, позволяют слушателю в полной мере оценить контраст между этими прогонами и практически совершенным исполнением песен во время шоу. Также эта версия содержала лучшее качество фотографий.

## Список композиций
| №                   | Название                                                       | Текст песни         | Музыка              | Длительность |
| ------------------- | -------------------------------------------------------------- | ------------------- | ------------------- | ------------ |
| 1.                  | «About a Girl»                                                 | Курт Кобейн         | Курт Кобейн         | 3:38         |
| 2.                  | «Come as You Are»                                              | Курт Кобейн         | Курт Кобейн         | 4:13         |
| 3.                  | «Jesus Doesn’t Want Me for a Sunbeam» (кавер на The Vaselines) | Юджин Келли         | Френсис Макки       | 4:37         |
| 4.                  | «The Man Who Sold the World» (кавер на Дэвида Боуи)            | Дэвид Боуи          | Дэвид Боуи          | 4:20         |
| 5.                  | «Pennyroyal Tea»                                               | Курт Кобейн         | Курт Кобейн         | 3:40         |
| 6.                  | «Dumb»                                                         | Курт Кобейн         | Курт Кобейн         | 2:52         |
| 7.                  | «Polly»                                                        | Курт Кобейн         | Курт Кобейн         | 3:16         |
| 8.                  | «On a Plain»                                                   | Курт Кобейн         | Курт Кобейн         | 3:44         |
| 9.                  | «Something in the Way»                                         | Курт Кобейн         | Курт Кобейн         | 4:01         |
| 10.                 | «Plateau» (кавер на Meat Puppets)                              | Курт Кирквуд        | Курт Кирквуд        | 3:37         |
| 11.                 | «Oh, Me» (кавер на Meat Puppets)                               | Курт Кирквуд        | Курт Кирквуд        | 3:26         |
| 12.                 | «Lake of Fire» (кавер на Meat Puppets)                         | Курт Кирквуд        | Курт Кирквуд        | 2:55         |
| 13.                 | «All Apologies»                                                | Курт Кобейн         | Курт Кобейн         | 4:22         |
| 14.                 | «Where Did You Sleep Last Night?» (народная песня)             | народные            | Ледбелли            | 5:09         |
| Общая длительность: | Общая длительность:                                            | Общая длительность: | Общая длительность: | 53:50        |

## Участники записи
| Nirvana - Курт Кобейн — вокал, акустическая гитара (кроме 10-12) - Крист Новоселич — акустическая бас-гитара (кроме 3, 10-12), аккордеон (3), акустическая ритм-гитара (10-12) - Дэйв Грол — ударные, бэк-вокал, акустическая бас-гитара (3) Приглашённые музыканты - Пэт Смир — акустическая гитара (кроме 5, 10-12) - Лори Голдстон — виолончель (кроме 1, 2, 5, 10-12) - Крис Кирквуд — акустическая бас-гитара и бэк-вокал (10-12) - Курт Кирквуд — акустическая соло-гитара (10-12) | Продакшн - Алекс Колетти, Скотт Литт, Nirvana — продюсирование - Роберт Фишер — арт-директор, дизайн - Стефан Маркуссен — мастеринг - Франк Микелотта — фотограф |

## Чарты
| Чарт (1994)        | Высшая позиция |
| ------------------ | -------------- |
| Австралия          | 1              |
| Австрия            | 1              |
| Бельгия            | 1              |
| Бельгия (Валлония) | 6              |
| Бельгия (Фландрия) | 3              |
| Великобритания     | 1              |
| Германия           | 6              |
| Дания              | 4              |
| Европа             | 2              |
| Ирландия           | 1              |
| Испания            | 1              |
| Италия             | 8              |
| Канада             | 1              |
| Нидерланды         | 2              |
| Новая Зеландия     | 1              |
| Норвегия           | 6              |
| Португалия         | 1              |
| США                | 1              |
| Финляндия          | 3              |
| Франция            | 1              |
| Швеция             | 2              |
| Швейцария          | 3              |
| Шотландия          | 3              |
| Япония             | 20             |

| Чарт (2010) | Высшая позиция |
| ----------- | -------------- |
| Греция      | 47             |

| Чарт (2015)                  | Высшая позиция |
| ---------------------------- | -------------- |
| США (Top Pop Catalog Albums) | 1              |

| Чарт (2016) | Высшая позиция |
| ----------- | -------------- |
| Италия      | 61             |

| Чарт (2019)           | Высшая позиция |
| --------------------- | -------------- |
| США (Top Rock Albums) | 14             |

| Чарт (2007)                      | Высшая позиция |
| -------------------------------- | -------------- |
| Австралия (Australian DVD Chart) | 3              |
| Нидерланды (Dutch DVD Chart)     | 8              |
| Норвегия (Norwegian DVD Chart)   | 1              |
| США (Top Music Video Sales)      | 6              |

| Чарт (1994)    | Позиция |
| -------------- | ------- |
| Австралия      | 7       |
| Австрия        | 23      |
| Великобритания | 39      |
| Европа         | 4       |
| Канада         | 30      |
| Нидерланды     | 25      |
| Франция        | 5       |
| Швеция         | 26      |

| Чарт (1995)        | Позиция |
| ------------------ | ------- |
| Австралия          | 13      |
| Австрия            | 15      |
| Бельгия (Валлония) | 8       |
| Бельгия (Фландрия) | 14      |
| Великобритания     | 73      |
| Германия           | 19      |
| Европа             | 4       |
| Нидерланды         | 24      |
| Новая Зеландия     | 17      |
| США                | 13      |
| Франция            | 7       |
| Швейцария          | 9       |

| Чарт (1996) | Позиция |
| ----------- | ------- |
| Австралия   | 48      |

| Чарт (2015)                      | Позиция |
| -------------------------------- | ------- |
| Великобритания (UK Vinyl Albums) | 10      |

| Чарт (2016)                      | Позиция |
| -------------------------------- | ------- |
| Великобритания (UK Vinyl Albums) | 21      |

| Чарт (2017)                      | Позиция |
| -------------------------------- | ------- |
| Великобритания (UK Vinyl Albums) | 18      |

| Чарт (2018)                         | Позиция |
| ----------------------------------- | ------- |
| Австралия (Australian Vinyl Albums) | 15      |
| Великобритания (UK Vinyl Albums)    | 25      |

| Чарт (2019)                         | Позиция |
| ----------------------------------- | ------- |
| Австралия (Australian Vinyl Albums) | 15      |
| Бельгия (Валлония)                  | 155     |
| Бельгия (Фландрия)                  | 123     |
| Португалия                          | 96      |

| Чарт (2020)                         | Позиция |
| ----------------------------------- | ------- |
| Австралия (Australian Vinyl Albums) | 21      |
| Бельгия (Валлония)                  | 120     |
| Бельгия (Фландрия)                  | 88      |
| Великобритания (UK Vinyl Albums)    | 36      |
| США (US Top Rock Albums)            | 85      |

| Чарт (2010—2019)                 | Позиция |
| -------------------------------- | ------- |
| Великобритания (UK Vinyl Albums) | 16      |

## Сертификация
| Страна         | Статус                           | Продажи |
| -------------- | -------------------------------- | ------- |
| Аргентина      | 3× Платиновый                    | 180000  |
| Австралия      | 5× Платиновый                    | 350000  |
| Австралия      | 3× Платиновый                    | 100000  |
| Бельгия        | 3× Платиновый                    | 150000  |
| Бразилия       | Платиновый                       | 250000  |
| Великобритания | 3× Платиновый                    | 900000  |
| Европа         | 2× Платиновый (Суммарные)        | 2000000 |
| Испания        | 2× Платиновый                    | 200000  |
| Италия         | Платиновый (Продажи с 2009 года) | 50000   |
| Канада         | 9× Платиновый                    | 900000  |
| Мексика        | Золотой                          | 100000  |
| Нидерланды     | Платиновый                       | 100000  |
| Новая Зеландия | Платиновый                       | 15000   |
| Норвегия       | Платиновый                       | 50000   |

| Страна    | Статус                          | Продажи |
| --------- | ------------------------------- | ------- |
| Польша    | Платиновый (Оригинальный релиз) | 100000  |
| Польша    | Золотой (Переиздания)           | 10000   |
| США       | 8× Платиновый                   | 8000000 |
| Финляндия | Золотой                         | 24373   |
| Франция   | 2× Платиновый                   | 600000  |
| Швеция    | Платиновый                      | 100000  |
| Швейцария | 2× Платиновый                   | 100000  |
| Япония    | Платиновый                      | 200000  |

| Страна         | Статус        | Продажи |
| -------------- | ------------- | ------- |
| Австралия      | Платиновый    | 15000   |
| Великобритания | Платиновый    | 50000   |
| Новая Зеландия | Платиновый    | 5000    |
| США            | 7× Платиновый | 700000  |